# The Beat of Your Heart
The Beat of Your Heart – czwarty singel promujący pierwszy album studyjny zespołu The Jet Set Just Call Me. Wideoklip do piosenki nakręcony został w Hiszpanii. Utwór powstał również w rosyjskiej wersji językowej, wydanej ostatecznie w 2009 na solowej płycie wokalistki zespołu Sashy Strunin Sasha pod tytułem „Maja Mieczta”. Teledysk do „The Beat of Your Heart” zajął 13. miejsce w polskich eliminacjach do konkursu OGAE Video Contest 2009, zdobywając 67 punktów.